# Житковац (Звечан)
Житковац (алб. Zhitkoc) је насеље у општини Звечан на Косову и Метохији. Село нема основну школу, а деца одлазе у основну школу „Вук Караџић“ у Звечану и основну школу „Свети Сава“ у Жировници.
Захваљујући путу који пролази кроз село добро је повезано са Звечаном и другим местима. За село је значајно и што у близини протиче река Ибар и Козаревска река. Село је повезано на градски водовод, а делови имају сеоске водоводе. Већина домаћинстава има фиксне телефоне.

## Географија
Атар насеља се налази на територији катастарске општине Житковац површине 335 ha, по општинским проценама 281 ha. Село Житковац налази се на 3 km северно од Звечана, са леве стране пута који води од Звечана према Зубином Потоку и простире се дуж Козаревске реке и поред пруге Косово Поље – Краљево. Житковац је код ушћа Козаревске Реке у Ибар, с потесом између брда Станине Куће и Ибра. Куће су подигнуте на три места и оне чине насеље више збијеног него разређеног типа као што су насеља на Косову. Оно се дели на горњи Крај, Средњи Крај и Доњи Крај. Највише кућа има у Горњем Крају. Повише кућа су рудине и ситна шума а ниже њих су њиве. Вода се употребљава се вода с бунара, а стока се поји на рекама. У Горњем Крају бунари пресушују. Тада се вода доноси с бунара у Доњем Крају. Када потоци пресуше, онда се стока гони на појила на Ибру. Њиве су помешане са сенокосним ливадама на местима која се називају: Селиште, Старо Село, Лозиште, Карагач, Смоник, Крчевине, Чибуковина, Перила, Забој, Сокак, Јаз, Луг, Оскоруша, Медунак, Ливадак, Куповина, Житковачко Поље, Венац, Чупави Лаз, Округли Лаз, Орнице, Пландиште, Сеђа, Конопљиште, Луг-Наполица, Бела Стена, Крљетина, Гуџалиште; пасиште и шуме су на Белишу, Матичком Брду, Складуну, Вршковцу, Лазу, Селишту, Каменитом Брегу, Осредку, Лажном Потоку, Муратову Лазу, Градишту, Брљиву Лазу, Дугој Ледини, Бошњи, Маркову Лазу, Плочнику, Саставцима, Паљевини, Дренову Потоку, Великом Потоку. Ибар с пролећа плави поље, али не наноси знатније штете.

## Историја
На имањима мештана Житковца на обали Ибра је насеље старије Винчанске културе. Материјал који је нађен у јамама има елементе старије Винчанске културе, а материјал нађен ван јама припада старијој Старчевачкој култури (антропоморфна фигурина од печене глине). За ово село је мало поузданих података јер се не помиње у Светостефанској повељи краља Милутина и каснијим турским пописима, али је по народном предању формирање села почело крајем 18. века. У пољу поред Ибра изоравају се „црепине“. На Селишту било је неко повелико насеље. Данашње село постало је расељавањем становништва са Старог Села, које је настало услед поплава Ибра крајем прошлога века. На Бресту, поред сеоског пута, има остатака хришћанског „гробљишта“. На десној страни Козаревске Реке су остаци муслиманског гробља, напуштено 1912. године, пошто се његово становништво одселило у Митровицу и Турску. Доњи Крај села има гробље на Чукарку, а Средњи и Горњи Крај код обновљене црквице св. Спаса, која је између Сандола и Дољана. Године 1948. село је имало 422 становника.

## Житковац током Другог светског рата
Доласком немачких трупа у Звечанском округу појавила се и албанска жандармерија, која је била у униформама, али су носили беле капе-ћулаве. Кад је капитулирала краљева војска, Албанци су убијали војнике и облачили униформе Југословенке војске. После су добили униформе од Немаца, а на ћулавима су носоли ливени грб са знаком козје главе. Немачка војска их је добро обукла и наоружала. У пролеће 1941. основали су жандармеријску станицу у Звечану. Из железничке куће код рампе, истерали су скретничара Србина и ту поставише албанску жандармеријску станицу. Командир је био Камбер из Сувог Грла у Дреници. Током 1941. године Албанци су се наоружали и још боље обукли од стране Немаца. Добили су немачке шапке, али аблеме задржали своје. Немци су у џиповима долазили у село, тражили су јаја, шпек, сланину и друго од народа и увек су давали по нешто за то што узму . Лета 1941. године појавиле су се аге. Житковачки ага био је Тануша Абраши. Старији људи су причали да нико није знао за њега нити да је он за та имања сељака имао папире из турског времена. Није имао тапију, али га Албанци Србима у Житковцу силом наметнуше као агу. Он је умро после ослобођења. Радио је код старе врачаре у Митровици, а комунисти га ни после „ослобођења” нису теретили што је за време окупације глобио српски народ. У јесен 1941. године, тај ага је узео једног Албанца из Шипоља и довео га у Житковац да му врше жито које је узео као петину од Срба. Платио је тог Албанца, а није хтео Србина из села, да плати. Током борби између четника и албанских жандарма у Бањској, албански жандарми су се повукли из Бањске према Житковцу и кад су стигли код аге српски сељани су чули шта су причали ага и жандарми: „Ага, четници нас истерали из Бањске, мичи жито и бежи за Митровицу! Четниц су Бањску преузели”. Тих дана албански жандарми су чинили велико зло по Житковцу. Албански жандарми су 27. септембра 1941. сва села од Бањске све до Новог Пазара су горела. Због сарадње са четничким покретом албански жандарми су ухапсили Милоша Аксовића, који је живео поред железничке станице у Житковицу. Он је остао у своју кућу да му је не запале Албанци. Тога дана водише њега везаног кроз село и тражише његовог сина Милоша који је имао петнаест-шеснаест година. Касније су их обојицу стрељали. Милан Недић, да би спасио српски народ подвио је реп. Његова војска се појавила нешто касније. У зиму 1942. године, у Житковац су се вратили људи који су избегли за Србију. Жандари су поручили "Сви који су избегли да спасавају главе, нека се врате!" Убрзо је стигла и Недићева Српска државна стража. Носили су енглеске униформе, а звали су се Српска пољска државан стража. Поставише их у кући Мирка из Козарева у Звечану, заједно са албанском жандармеријом. Од тада су по српским селима долазили по један Недићевац и један жандар Албанац. О исхрани жандара било је одређено шта која кућа да даје. Једна даје доручак, друга ручак, трећа вечеру. Жандари су јели само печене кокошке, кромпир на зејтин, месо. Хранило их је цело село, али зулума у Житковцу више није било. Месец дана после паљевине у Бањсци Михајловић Трајко и Владо су, у присоју, брали грожђе. Наишла су три Албанца из Дренице, заробили их и потерали уз поток да их побију. Жене су то виделе и брзо јавиле Азему, који је трчао за њима и пуцао. Од Минине куће, преко брега, повремено је пуцао. Звао их на албанском, викао да их не убију, и отео им те људе.

## Порекло становништва по родовима
Порекло становништва по родовима:
- Стојићи, 6 кућа, слава Св. Петка, су Гашани, најстарији досељеници однекуд од Призрена.
- Радојковићи, 3 куће, слава Св. Врачи, предак Максим доселио се крајем 18. века из Вла(х)иње на десној страни Ибра; имају одсељене одељаке у Грабовцу у Свињишту у Топлици.
- Несторовић, 1 кућа, слава Ђурђиц, је Дробњак од Васића у Горњој Кориљи.

У Доњем Крају села су:
- Пејановићи, Станковићи, 6 кућа, слава Св. Илија, су досељени из околине Ђаковице; тамо су „пали на крв“, пребегли у Рударе на десној страни Ибра, па дошли у Житковац; од њих су Вуксановићи и Милошевићи у Бољетину на десној страни Ибра.
- Деновићи, Лажићи, Весковићи, 4 куће, слава Св. Јован, су прешли из Горње Кориље, старином из црногорских Брда.

## Демографија
Према проценама из 2009. године које су коришћене за попис на Косову 2011. године, ово насеље је имало 497 становника, већина Срби.
| Година       | 1948 | 1953 | 1961 | 1971 | 1981 | 1991 | 2011 |
| ------------ | ---- | ---- | ---- | ---- | ---- | ---- | ---- |
| Становништво | 422  | 470  | 526  | 588  | 754  | 507  | 497  |

|  |

## Становништво
| Етнички састав према попису из 1961.‍ | Етнички састав према попису из 1961.‍ | Етнички састав према попису из 1961.‍ | Етнички састав према попису из 1961.‍ | Етнички састав према попису из 1961.‍ |
| ------------------------------------ | ------------------------------------ | ------------------------------------ | ------------------------------------ | ------------------------------------ |
|                                      |                                      |                                      |                                      |                                      |
| Срби                                 | Срби                                 |                                      | 518                                  | 98,4%                                |
| Македонци                            | Македонци                            |                                      | 4                                    | 0,76%                                |
| остали                               | остали                               |                                      | 4                                    | 0,76%                                |
| Укупно: 526                          |                                      |                                      |                                      |                                      |

| Етнички састав према попису из 1971.‍ | Етнички састав према попису из 1971.‍ | Етнички састав према попису из 1971.‍ | Етнички састав према попису из 1971.‍ | Етнички састав према попису из 1971.‍ |
| ------------------------------------ | ------------------------------------ | ------------------------------------ | ------------------------------------ | ------------------------------------ |
|                                      |                                      |                                      |                                      |                                      |
| Срби                                 | Срби                                 |                                      | 579                                  | 98,47%                               |
| Македонци                            | Македонци                            |                                      | 4                                    | 0,68%                                |
| Црногорци                            | Црногорци                            |                                      | 3                                    | 0,51%                                |
| Укупно: 588                          |                                      |                                      |                                      |                                      |

| Етнички састав према попису из 1981.‍ | Етнички састав према попису из 1981.‍ | Етнички састав према попису из 1981.‍ | Етнички састав према попису из 1981.‍ | Етнички састав према попису из 1981.‍ |
| ------------------------------------ | ------------------------------------ | ------------------------------------ | ------------------------------------ | ------------------------------------ |
|                                      |                                      |                                      |                                      |                                      |
| Срби                                 | Срби                                 |                                      | 748                                  | 99,2%                                |
| Црногорци                            | Црногорци                            |                                      | 2                                    | 0,27%                                |
| Укупно: 754                          |                                      |                                      |                                      |                                      |